# Качканарская ТЭЦ
Качканарская ТЭЦ — предприятие энергетики, теплоэлектроцентраль в городе Качканаре Свердловской области России. Входит в состав Качканарского горно-обогатительного комбината (группа Евраз), ранее — «ТГК-9» (группа «КЭС-Холдинг»).
Качканарская ТЭЦ расположена в восточной части города, примыкает с юга к промплощадке Качканарского ГОКа. Станция поставляет электрическую энергию и мощность в ЕЭС России и является единственными источником в системе централизованного теплоснабжения города Качканар.

## История
Решение о строительстве Качканарского ГОКа и ТЭЦ при нём было принято Советом Министров СССР в 1950 году. Проектное задание по ТЭЦ разработал институт «Центрэнергоремонт». Проект был разработан в 1959 году, утверждён Свердловским совнархозом в марте 1960 года. Станция должна была обеспечивать электроэнергией строящийся горно-обогатительный комбинат и жилой посёлок при нём. В качестве проектного топлива был выбран торф.
Строительно-монтажные работы начались в марте 1960 года и велись в три этапа. С момента строительства ТЭЦ входила в состав Качканарского ГОКа на правах цеха. 28 сентября 1963 года состоялся пуск первого котла, в январе 1966 года — первого турбогенератора. С 1964 года ТЭЦ выделяется в самостоятельное предприятие и передаётся в введение Районного энергетического управления (РЭУ) «Свердловэнерго».
С началом отопительного сезона 1965—1966 годов тепловая энергия была подана в жилой посёлок, местные котельные, от которых ранее отапливался город, постепенно были закрыты. В постоянную эксплуатацию Качканарская ТЭЦ принята в 1969 году, теплоснабжение города Качканара и его промышленных объектов полностью перешло на Качканарскую ТЭЦ.
В конце 1972 года была построена пиковая водогрейная котельная.
В период с 1973 по 1980 год велась поэтапная реконструкция оборудования Качканарской ТЭЦ для перехода на сжигание природного газа. К 1994 году сжигание торфа прекратилось полностью, для хранения резервного мазута на баланс ТЭЦ было передано мазутное хозяйство ГОКа.
В ходе реформы РАО ЕЭС России Качканарская ТЭЦ вошла в состав ТГК-9, вошедшей в группу «КЭС-Холдинг» (ныне — ПАО «Т Плюс»). В конце 2011 года Качканарская ТЭЦ была выкуплена компанией Евраз. Сделка позволила воссоздать единый производственный комплекс Качканарского ГОКа и сократить расходы энергоёмкого производства на покупку электрической и тепловой энергии.

## Современное положение

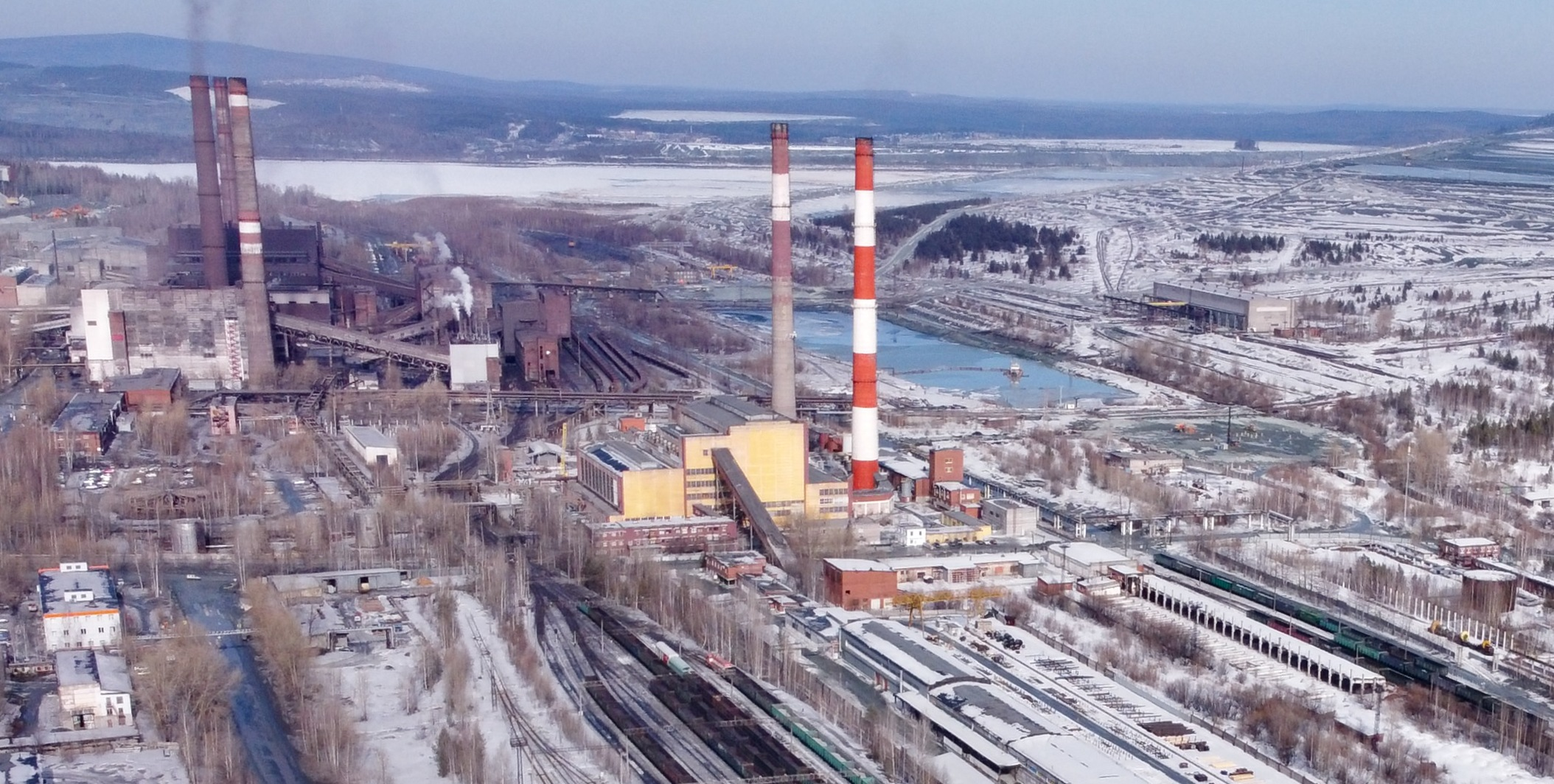
Вид с юга, справа шламохранилище КГОКа

Качканарская ТЭЦ функционирует синхронно с энергосистемой Свердловской области, которая работает в составе объединённой энергосистемы Урала ЕЭС России. Установленная электрическая мощность Качканарской ТЭЦ на начало 2015 года составляет 50 МВт или 0,5 % от общей мощности электростанций региона.
Качканарская ТЭЦ работает в режиме комбинированной выработки электрической и тепловой энергии и является единственным источником тепловой энергии для системы централизованного теплоснабжения города Качканар. Установленная тепловая мощность станции на начало 2015 года — 352 Гкал/ч, ограничения тепловой мощности отсутствуют, максимальная тепловая нагрузка по данным за 2012 год — 189,5 Гкал/ч. Горячее водоснабжение потребителей производится по открытой схеме, выдача тепловой энергии осуществляется по трём тепломагистралям в сторону города («Северная», «Южная» и «Промбаза») и двум — в сторону ГОК («Окатыши», «Промплощадка»).
Качканарская ТЭЦ — паросиловая ТЭЦ на докритических параметрах свежего пара (давление 90 кгс/см², температура — 535 °C). Основное оборудование Качканарской ТЭЦ:
- два энергетических котла низкого давления (давление пара 13 кгс/см², температура — 250 °C) типа БКЗ-80-13ФБ Барнаульского котельного завода единичной паропроизводительность 80 т/ч;
- два энергетических котла высокого давления (100 кгс/см², 540 °C)типа БКЗ-220-100Ф Барнаульского котельного завода единичной паропроизводительность 220 т/ч;
- один пиковый водогрейный котёл типа ПТВМ-100 Белгородского котельного завода мощностью 100 Гкал/ч (в длительной консервации с 2006 года);
- два теплофикационных турбогенератора типа ПР-25-90/10 единичной мощностью 25 МВт.

Действующие энергетические котлы установлены в 1963—1966 годах, водогрейный котёл — в 1972 году, турбины № 1 и 2 — в 1976 и 1968 годах.
Основное топливо — природный газ, для растопки котлов и в качестве резервного используется топочный мазут.